# Liste der Baudenkmale in Sarnow
In der Liste der Baudenkmale in Sarnow sind alle denkmalgeschützten Bauten der Gemeinde Sarnow (Mecklenburg-Vorpommern) und ihrer Ortsteile aufgelistet. Grundlage ist die Veröffentlichung der Denkmalliste des Landkreises Ostvorpommern mit dem Stand vom 30. Dezember 1996. 

## Baudenkmale nach Ortsteilen

### Sarnow
| ID | Lage         | Bezeichnung                                                       | Beschreibung | Bild                            |
| -- | ------------ | ----------------------------------------------------------------- | --- | ------------------------------- |
|    | (Karte)      | Kirche / ehem. Armenhaus/Schule                                   | Spätbarocker, massiver Putzbau von 1755, der als Kirche, Schule und für soziale Wohnungen diente; Giebelturm in Fachwerkbauweise. | Kirche / ehem. Armenhaus/Schule |
|    | Nr. 31/32/33 | Wohnhaus, Dachwerk und ein Stallgebäude (westlich)                | |                                 |
|    | Nr. 45       | Gehöft mit Wohnhaus, Stallspeicher, Umfassungsmauer mit Toranlage | |                                 |

### Wusseken
| ID | Lage    | Bezeichnung                                                | Beschreibung | Bild   |
| -- | ------- | ---------------------------------------------------------- | --- | ------ |
|    |         | Dorfanger                                                  | |        |
|    | (Karte) | Friedhof, Umfassungsmauer mit Toranlage, hist. Grabzeichen | |        |
|    | (Karte) | Kirche                                                     | Teilweise verputzte Feldsteinkirche; kreuzrippengewölbter Ostteil von um 1250; Umbau 1742: gequaderte Ecklisenen, hohe Korbbogenfenster und stichbogiges Südportal; achteckige Laterne 1968 verbrannt, stattdessen Fachwerk - Dachreiter von 1968; dreischiffige Gruft der Familie von Schwerin von 1742; Innen: heute flach gedeckt, barocke Innenausstattung 1968 verbrannt. | Kirche |
|    | Nr. 22  | Wohnhaus                                                   | |        |
|    | Nr. 26  | Wohnhaus mit Schmiede                                      | |        |
|    | Nr. 32  | Wohnhaus                                                   | |        |

## Quelle
- Bericht über die Erstellung der Denkmallisten sowie über die Verwaltungspraxis bei der Benachrichtigung der Eigentümer und Gemeinden sowie über die Handhabung von Änderungswünschen (Stand: Juni 1997; PDF, 934 kB)